# مغامرات أبو رياض
مغامرات أبو رياض هو مسلسل تلفزيوني لبناني كوميدي ساخر من الحياة السياسية والاجتماعية يعرض على تلفزيون المستقبل. يعتبر من البرامج الناجحة وذو نسبة مشاهدة عالية. كما أنه أدى إلى إنشاء برنامج جديد Cafe أبو رياض و أبو رياض مين قدو
وبسبب نجاح المسلسل أنتج فلم بنفس الشخصيات عام 2009 م.

## القصة
تحكي القصة تسلط رجل عجوز وهو أبو رياض على الشاب الذي تبنى تربيته وهو عباس ودائما ما يكون عباس مغلوبا على أمره، نادرا ما يكون سعيدا بهذا التسلط وغالبا ما يؤدي تسلط أبو رياض إلى تعرض عباس للمشاكل أو وقوعة في مصائب.
المسلسل ذو حلقات مختلفة وشخصيات ثابتة ينقلك إلى عالم مليء بالضحك والسذاجة أحيانا والخبث أحيانا أخرى.

## الممثلون
الرئيسيون :
- عادل كرم يؤدي دور أبو رياض، فريد.
- عباس شاهين يؤدي دور عباس.

الثانويون :
- خالد السيّد يؤدي دور أبو صبحي، شريك فريد.
- ايلي حليحل يؤدي دور الكومندان الياس، وهو يضبط الأمن في منطقة بيروت.
- عمر ميقاتي يؤدي دور أبو نزار، صديق عمر أبو رياض.